# International Society of Organbuilders
Die International Society of Organbuilders (ISO) ist eine internationale Vereinigung von Orgelbauern.

## Geschichte und Ziele
Die ISO wurde 1957 in Amsterdam gegründet. Ihre Zielsetzungen sind die Förderung von Fachwissen und der Austausch von Informationen im Bereich des Orgelbaus. Mehr als 300 Orgelbaubetriebe aus 36 Ländern gehören zu den Mitgliedern der Vereinigung.
Zweijährlich werden an wechselnden Orten einwöchige Kongresse veranstaltet, die dazu dienen, die jeweilige Orgelkultur und die Orgelbauer des betreffenden Landes kennenzulernen. Die Veranstaltungsorte der letzten Jahre waren Madrid (2006), Amsterdam (2007), Danzig und Stralsund (2008), Montreal (2010), die Schweiz (2012), Transsilvanien (2014) und London (2016).

## Veröffentlichungen
Die Fachzeitschrift ISO Journal erscheint seit 1998 in der Regel dreimal im Jahr mit englischen, französischen und deutschen Beiträgen. Vorläufer der Zeitschrift waren von 1969 bis 1990 die unregelmäßig erscheinende ISO-Information und von 1991 bis 1997 die ISO news.